# Puchar Wiktorii
Puchar Wiktorii (ang. Victoria Cup) – międzynarodowa, klubowa rozgrywka w hokeju na lodzie, utworzona z inicjatywy Międzynarodowej Federacji Hokeja na Lodzie (IIHF) w 2007 roku.
Spotkanie o Puchar Wiktorii był rozgrywany pomiędzy zwycięzcą Hokejowej Ligi Mistrzów, a drużyną National Hockey League. Rozgrywka została stworzona jako jeden z elementów uczczenia 100-lecia Międzynarodowej Federacji Hokeja na Lodzie. Nazwa rozgrywek pochodzi od hali - Victoria Skating Rink w której w 1875 roku odbył się pod dachem pierwszy mecz hokeja na lodzie.
Zwycięzca uzyskiwał premię 1 000 000 franków szwajcarskich.
Rozegrano dwie edycje. Po tym, jak zrezygnowano z organizowania Hokejowej Ligi Mistrzów, wstrzymano także organizację Pucharu Wiktorii.

## Edycje
| Edycja | Zwycięzca        | Wynik | Finalista               | Miejsce                  |
| ------ | ---------------- | ----- | ----------------------- | ------------------------ |
| 2008   | New York Rangers | 4:3   | Mietałłurg Magnitogorsk | PostFinance Arena, Berno |
| 2009   | ZSC Lions        | 2:1   | Chicago Blackhawks      | Hallenstadion, Zurych    |